# Ceratina piracicabana
Ceratina piracicabana (лат.) — вид пчёл рода Ceratina из семейства Apidae (Xylocopinae).

## Распространение
Южная Америка: Бразилия.

## Описание и этимология
Мелкие пчёлы, длина тела менее 1 см. Тело слабопушенное, буровато-чёрное, металлически блестящее с грубой скульптурой. От близких видов (Ceratina minima) отличается следующими признаками: основная окраска оливково-зелёная, металлически блестящая; жёлтая полоса на вершинной границе наличника; покровы наличника слабо сетчатые. Лицо нормальное, швы неглубокие; голова почти голая, с обширными непунктированными участками; передние голени и лапки тёмные. Вид был впервые описан в 1910 году немецким энтомологом Куртом Шроттки (Curt (Carlos) Schrottky; 1874—1937).
Биология не исследована.
Вид включён в состав неотропического подрода C. (Ceratinula) Moure, 1941.